# Myanmar National League 2021
Die Myanmar National League 2021 sollte die 12. Spielzeit der höchsten Fußballliga in Myanmar seit ihrer Gründung im Jahr 2009. Sie wurde aufgrund des Militärputsches in Myanmar abgesagt.
Die Saison sollte im April 2021 starten und im September 2021 beendet sein. 10 Mannschaften hätten am Spielbetrieb teilnehmen sollen. Der Titelverteidiger war Shan United.

## Mannschaften
- Aufsteiger aus MNL-2

Chinland FC
Myawady FC
- Absteiger nach der Saison 2020

Chin United  (Mannschaft wurde während der Saison 2020 zurückgezogen)
Zwekapin United (Mannschaft wurde während der Saison 2020 zurückgezogen)
Magwe FC (Mannschaft wurde nach der Saison 2020 aufgelöst)
Southern Myanmar FC (Mannschaft wurde nach der Saison 2020 aufgelöst)
| Mannschaft         | Standort  | Stadion                      | Kapazität |
| ------------------ | --------- | ---------------------------- | --------- |
| Ayeyawady United   | Pathein   | Ayar Stadium                 | 6000      |
| Chinland FC        | Hakha     | Hakha Stadium                | 10.000    |
| Hanthawaddy United | Taungoo   | Grand Royal Stadium          | 4000      |
| ISPE FC            | Mandalay  | Mandalarthiri Stadium        | 30.000    |
| Myawady FC         | Naypyidaw | Wunna Theikdi Stadium        | 30.000    |
| Rakhine United     | Sittwe    | Waitharli Stadium            | 7000      |
| Sagaing United     | Monywa    | Monywa Stadium               | 5.000     |
| Shan United        | Taunggyi  | Taunggyi Stadium             | 7000      |
| Yadanarbon FC      | Mandalay  | Bahtoo Stadium               | 17.000    |
| Yangon United      | Rangun    | Yangon United Sports Complex | 3500      |